# Сардали
Сардали (тат. Сәрдәле) — деревня в Агрызском районе Республики Татарстан России. Входит в состав Сарсак-Омгинского сельского поселения.

## История
Деревня основана в конце XIX века переселенцами из деревни Агарёвка (Удмуртия); также была известна как починок Серделинский. До 1921 года деревня входила в состав Большекибьинской волости Елабужского уезда Вятской губернии. С 1927 года — в составе Агрызского района Татарстана.

## География
Деревня Сардали находится в северо-восточной части Татарстана, на расстоянии 33 км к юго-западу от города Агрыз и на расстоянии 3,5 км к юго-западу по автодорогам от центра поселения, у реки Чаж.

### Часовой пояс
Деревня Сардали, как и весь Татарстан, находится в часовой зоне МСК (московское время). Смещение применяемого времени относительно UTC составляет +3:00.

## Население
| 1897 | 1905 | 1920 | 1926 | 1938 | 1958 | 1970 | 1989 | 2002 | 2010 |
| ---- | ---- | ---- | ---- | ---- | ---- | ---- | ---- | ---- | ---- |
| 97   | 142  | 163  | 187  | 195  | 81   | 65   | 20   | 12   | 8    |

Национальный состав
Согласно результатам переписи 2002 года, в национальной структуре населения русские составили 50 %, кряшены — 33 %.

## Инфраструктура
Объекты инфраструктуры в деревне отсутствуют.

## Улицы
В деревне единственная улица — Лесная.